# Скворцов Іван Олександрович
Іван Олександрович Скворцов (24 червня 1909, село Цвітне Астраханської губернії, тепер Володарський район Астраханської області, Російська Федерація — 14 березня 1987) — радянський державний діяч, голова Північно-Казахстанського і Псковського облвиконкомів. Депутат Верховної ради Казахської РСР 2-го і 6-го скликань. Депутат Верховної ради РРФСР 4-го скликання. Депутат Верховної ради СРСР 3-го скликання. Кандидат сільськогосподарських наук, доцент.

## Біографія
Трудову діяльність розпочав у 1928 році керівником бази юних піонерів міста Саратова.
З 1929 по 1931 рік навчався у Бітцевському сільськогосподарському технікумі.
У 1931—1936 роках — студент Московської сільськогосподарської академії імені Тімірязєва.
У 1936 — січні 1941 року — аспірант кафедри ґрунтознавства Московської сільськогосподарської академії імені Тімірязєва (закінчив теоретичний курс).
У 1937 році — керівник групи експедиції Всесоюзного науково-дослідного інституту гідротехніки та меліорації. У 1938—1941 роках — керівник групи ґрунтово-агрономічної станції Народного комісаріату землеробства СРСР.
Член ВКП(б) з 1940 року.
У 1941—1942 роках — головний агроном Мамлютського районного земельного відділу Північно-Казахстанської області.
У 1942 році — заступник голови виконавчого комітету Північно-Казахстанської обласної ради депутатів трудящих. У 1942 — грудні 1946 року — 1-й заступник голови виконавчого комітету Північно-Казахстанської обласної ради депутатів трудящих.
У грудні 1946 — грудні 1948 року — голова виконавчого комітету Північно-Казахстанської обласної ради депутатів трудящих.
У грудні 1948 — листопаді 1949 року — слухач Курсів перепідготовки при ЦК ВКП(б).
У січні 1950 — липні 1956 року — голова виконавчого комітету Псковської обласної ради депутатів трудящих.
У 1956—1958 роках — заступник голови виконавчого комітету Магаданської обласної ради депутатів трудящих — начальник Магаданського обласного управління сільського господарства.
У 1959—1960 роках — заступник голови виконавчого комітету Кокчетавської обласної ради депутатів трудящих.
У 1960—1962 роках — завідувач відділу сільського господарства Ради міністрів Казахської РСР.
У 1962—1964 роках — 1-й заступник голови виконавчого комітету Західно-Казахстанської крайової ради депутатів трудящих — начальник Західно-Казахстанського крайового управління виробництва та заготівель сільськогосподарських продуктів.
У 1965—1970 роках — начальник Головного управління землеробства Міністерства сільського господарства Казахської РСР.
У 1970—1984 роках — начальник відділу, викладач Казахського сільськогосподарського інституту.
З 1984 року — персональний пенсіонер.
Помер 14 березня 1987 року.

## Нагороди
- два ордени Трудового Червоного Прапора
- орден «Знак Пошани»
- медалі
- Почесні грамоти Президії Верховної ради Казахської РСР.